# Marie Desjardins
 (février 2023).
 (février 2023).
Marie Desjardins est un écrivain né en 1961, à Montréal.

## Biographie
Elle a enseigné la littérature de 1989 à 1994 à l’Université McGill. Sa thèse de doctorat portant sur la vie et l’œuvre de l’écrivain Réal Benoit (1916-1972), elle poursuit dans la voie de la biographie et de l’histoire littéraire avec la publication de deux premiers essais, Biograffiti et Chroniques hasardeuses, et de nombreuses chroniques, notamment dans Cité Libre (Montréal),The Literary Review of Canada (Toronto), Utopia (Lyon).
En France, dès 1995, elle se consacre à l’écriture et au journalisme, après avoir enseigné la littérature un an à l’Université Canadienne de Villefranche-sur-Mer.

### Portraits de femmes, d'Irina Ionesco à la comtesse de Ségur
Aux éditions des Femmes, à Paris, elle collabore à l’écriture d’un essai sur les Japonaises et au récit autobiographique de la photographe controversée Irina Ionesco.
Puis elle fait paraître son premier roman et une biographie photographique de la comtesse de Ségur,, qui sera suivie de la publication d’une étude dans la revue Europe. L'année suivante verra la publication du roman Marie
En 2001, elle travaille à Ottawa comme éditeur et publie des portraits biographiques dans des magazines. Partageant son temps entre la France et le Canada, elle publie quelques traductions, des articles, des essais biographiques et, en collaboration, une histoire des geishas et des prostituées. Par ailleurs, elle donne des conférences sur la biographie, la comtesse de Ségur, sainte Kateri Tekakwitha et des ateliers d’écriture.
En 2010, elle fait paraître un roman consacré à la passion des stars de la chanson française : Sylvie Johnny Love story. Un an plus tard, avec Marguerite Paulin, elle publie un portrait littéraire consacré à Nelly Arcan. En 2012, également en collaboration avec Marguerite Paulin, Marie Desjardins signe À la découverte de Jehane Benoit, le roman de la grande dame de la cuisine canadienne,.

### Portraits d'hommes et romans
En 2013, Marie Desjardins publie la biographie Vic Vogel - Histoires de Jazz aux Éditions du CRAM ,,,, puis Ellesmere en 2014. Dans Ellesmere, en toile de fond, Marie Desjardins décrit le scandale de la déportation des Inuits de Port Harrison dans l’Extrême Arctique, par deux fois dans les années 1950. Cette tragédie en appelle une autre : celle de Blancs du Sud affectés par cette injustice politique et l’exploitant à la fois pour leur propre réussite.
En 2018, Ambassador Hotel. La mort d’un Kennedy la naissance du rock star paraît aux éditions du CRAM en 2018,,,.  Dans cet ouvrage, Marie Desjardins décrit l’archétype de la rock star britannique de la fin des années 1960, continuant de jouer sur les scènes mondiales au début des années 2010.
La parution, en février 2021, de Réal Benoit 1916-1972 l’avant-garde, aux éditions du CRAM, marque le retour de l’auteur à la biographie.
En 2023, Les éditions du Mont Royal publient le roman Ellesmere - La faute et Ellesmere - The offense.  Il s’agit d’une réédition revue et augmentée du roman Ellesmere sorti en 2014 mais avec une nouvelle présentation qui comprend la version française et la version anglaise.

## Publications
- Ellesmere - La faute et Ellesmere - The offense, Réédition de Ellesmere sorti en 2014 avec une nouvelle présentation, Deux livres, en français et en anglais, dans un même bouquin, Les éditions du Mont Royal, Montréal, 2023, 354 pages,  (ISBN 9782925196020)
- Réal Benoit - 1916-1972 L'avant-garde, Les Éditions du CRAM, Montréal, 2021,315 pages,  (ISBN 9782897212384)
- Ambassador Hotel. La mort d’un Kennedy la naissance du rock star, Les Éditions du CRAM, Montréal, 2018, 587 pages,  (ISBN 9782897211660)
- Les Survivantes du Titanic de Amy H. Turner, Traduction et adaptation de Marie Desjardins et Blanche Morel, Les Éditions Porte-Bonheur, 2016, 442 pages,  (ISBN 9782924321669)
- Ellesmere, Les Éditions du CRAM, Montréal, 2014,140 pages,  (ISBN 9782897210809)
- Vic Vogel - Histoires de jazz, Les Éditions du CRAM, Montréal, 2013, 297 pages, 16 pages de planches non numérotées,  (ISBN 9782897210595)
- À la découverte de Jehane Benoit, le roman de la grande dame de la cuisine canadienne (avec Marguerite Paulin), Les Éditeurs réunis, Montréal, 2012, 349 pages,  (ISBN 9782895851189)
- Nelly Arcan, de l’autre côté du miroir (avec Marguerite Paulin), Les Éditeurs réunis, Montréal, 2011, 302 pages,  (ISBN 9782895851707)
- Sylvie Johnny love story, Night Collection, Transit éditeur, Montréal, 2010. Réédition avec une nouvelle présentation, Les Éditions du CRAM, Montréal, 2016, 174 pages,  (ISBN 9782897211165)
- Moi, Charles Manson, (traduction), Cogito Medias, Montréal, 2010, 420 pages,  (ISBN 9782923865027)
- Les derniers feux de la Saint-Jean, (Laurence Arnaud), Éditions au Carré, Montréal, 2008, 193 pages,  (ISBN 978-2-923335-10-0)
- Entre deux âmes, de Gilbert Choquette, (préface) roman, Humanitas, Montréal, 2007, 394 pages,  (ISBN 978-2-89396-282-5)
- Les Forget, luthiers depuis un siècle, Éditions au Carré, Montréal, 2005, 130 pages,  (ISBN 2923335058)
- L’œil de la poupée, de Irina Ionesco, en collaboration avec Marie Desjardins, Éditions des femmes, Paris, 2004
- Geishas et prostituées, de Hidéko Fukumoto, en collaboration avec Marie Desjardins, Éditions du Petit véhicule, Nantes, 2002
- La voie de l’innocence, Humanitas, Montréal, 2001, 334 pages,  (ISBN 2-89396-219-X)
- Histoire, Fables et Théorie du Tai Chi Chuan, (traduction), de Irving Leong, Humanitas, Montréal, 2001, 105 pages,  (ISBN 2-89396-218-1)
- Marie, Humanitas, Montréal, 1999, 155 pages,  (ISBN 2-89396-190-8)
- B.B.U.S., (Tere Gardner), Humanitas, Montréal, 1999, 173 pages,  (ISBN 2-89396-194-0)
- Les yeux de la comtesse, Sophie de Ségur, née Rostopchine, Humanitas, Montréal, 1998, 119 pages,  (ISBN 2-89396-173-8)ins, des Femmes, Paris, 1997
- Actualité d’Anne Hébert, Triptyque. Dans Le roman québécois au féminin 1980-1995, Montréal, 1995, 193 pages,  (ISBN 2-89031-214-3)
- Chroniques hasardeuses, coll. Pluralisme, Montréal-Paris, 1994, L'Étincelle éditeur, 142 pages,  (ISBN 2-89019-279-2)
- Biograffiti, Réflexions spontanées sur la biographie, coll. Pluralisme, L'Étincelle éditeur, Montréal-Paris, 1993, 138 pages,  (ISBN 2-89019-254-7)
- Psychanalysonirique, coll. Pluralisme, L'Étincelle éditeur. Dans Thèses ou foutaises, défis pour une nouvelle génération, Montréal-Paris, 1992, 205 pages,  (ISBN 2-89019-245-8)